# 東姑阿都拉曼號潛艇
东姑阿都拉曼号，是2002年6月5日，马来西亚委托法国海軍集團及西班牙的納凡蒂亞公司建造的二艘鲉鱼级潜艇之一，以马来西亚第一任首相东姑阿都拉曼的名字命名，也是马来西亚海军拥有正规作战能力的首艘潜水艇。

## 采购合約
政府共分成几个部分支付整笔鲉鱼级潜艇的配套：
- 首部分合约——采购两艘潜水艇及物流支援，总值9亿6915万欧元，由马来西亚政府支付给法国的DCNS公司及西班牙的Navantia公司。

- 第二部分合约——采购“协调与支援服务”（Perkhidmatan Koordinasi dan Sokongan），总值1亿1496万欧元，由马来西亚政府支付给Perimekar有限公司。

- 马来西亚政府与法国DCNS公司，签订潜艇支援与测试配件的合约，合约总值3750万欧元，不过政府仍与该公司敲订最后的价格。

- 马来西亚政府为潜艇采购两款总共70枚的导弹，总值2亿1926万5000欧元。这两款导弹是SM-39及Black Shark Heavyweight Torpedo。

- 马来西亚政府还需向法国DCNS公司支付6亿令吉，以获得6年的潜水艇维修服务。

## 敦拉薩號
馬來西亞海軍擁有另一艘名为「敦拉萨号」（Tun Razak）的同型潜艇，于2008年10月8日首次下水，2009年11月5日开始服役。由于本潜艇在服役不久就出现故障导致无法潜水，连累敦拉萨号也被国内反对党和民众戏称为「浮水艇」或「不沉的潜水艇」。

## 相关
- 鲉鱼级潜水艇抽佣案
- 阿格斯塔号潜艇